# Iaeger, West Virginia
Iaeger, West Virginia (енгл. Iaeger) град је у америчкој савезној држави Западна Вирџинија.

## Демографија
По попису из 2010. године број становника је 302, што је 56 (-15,6%) становника мање него 2000. године.
| Група             | 2000.       | 2010.       |
| Белци             | 343 (95,8%) | 297 (98,3%) |
| Афроамериканци    | 9 (2,5%)    | 4 (1,3%)    |
| Азијати           | 0 (0,0%)    | 0 (0,0%)    |
| Хиспаноамериканци | 2 (0,6%)    | 0 (0,0%)    |
| Укупно            | 358         | 302         |